# Соколінець
Соколінець (пол. Sokoliniec) — село в Польщі, у гміні Реч Хощенського повіту Західнопоморського воєводства.
Населення — 399 осіб (2011).
У 1975-1998 роках село належало до Гожовського воєводства.

## Демографія
Демографічна структура станом на 31 березня 2011 року:
|          | Загалом | Допрацездатний вік | Працездатний вік | Постпрацездатний вік |
| -------- | ------- | ------------------ | ---------------- | -------------------- |
| Чоловіки | 202     | 53                 | 144              | 5                    |
| Жінки    | 197     | 47                 | 119              | 31                   |
| Разом    | 399     | 100                | 263              | 36                   |